# Oldenburgische T 0
Die Fahrzeuge der Gattung T 0 (ursprünglich Gattung VIII) waren Tenderlokomotiven für den Güterzugdienst der Großherzoglich Oldenburgischen Staatseisenbahnen. Die Dampflokomotiven wurden speziell für den Einsatz auf Nebenstrecken gebaut. Ihr Achsstand von 7,70 m ermöglichte Geschwindigkeiten bis 60 km/h. Sie waren wesentlich wirtschaftlicher als B-gekuppelte Lokomotiven. 1885 wurden vier und 1891 zwei Lokomotiven gebaut.